# Habsburg, Elveția
Habsburg este un sat din Elveția. A fost denumit după Castelul Habsburg.